# Burns suppers

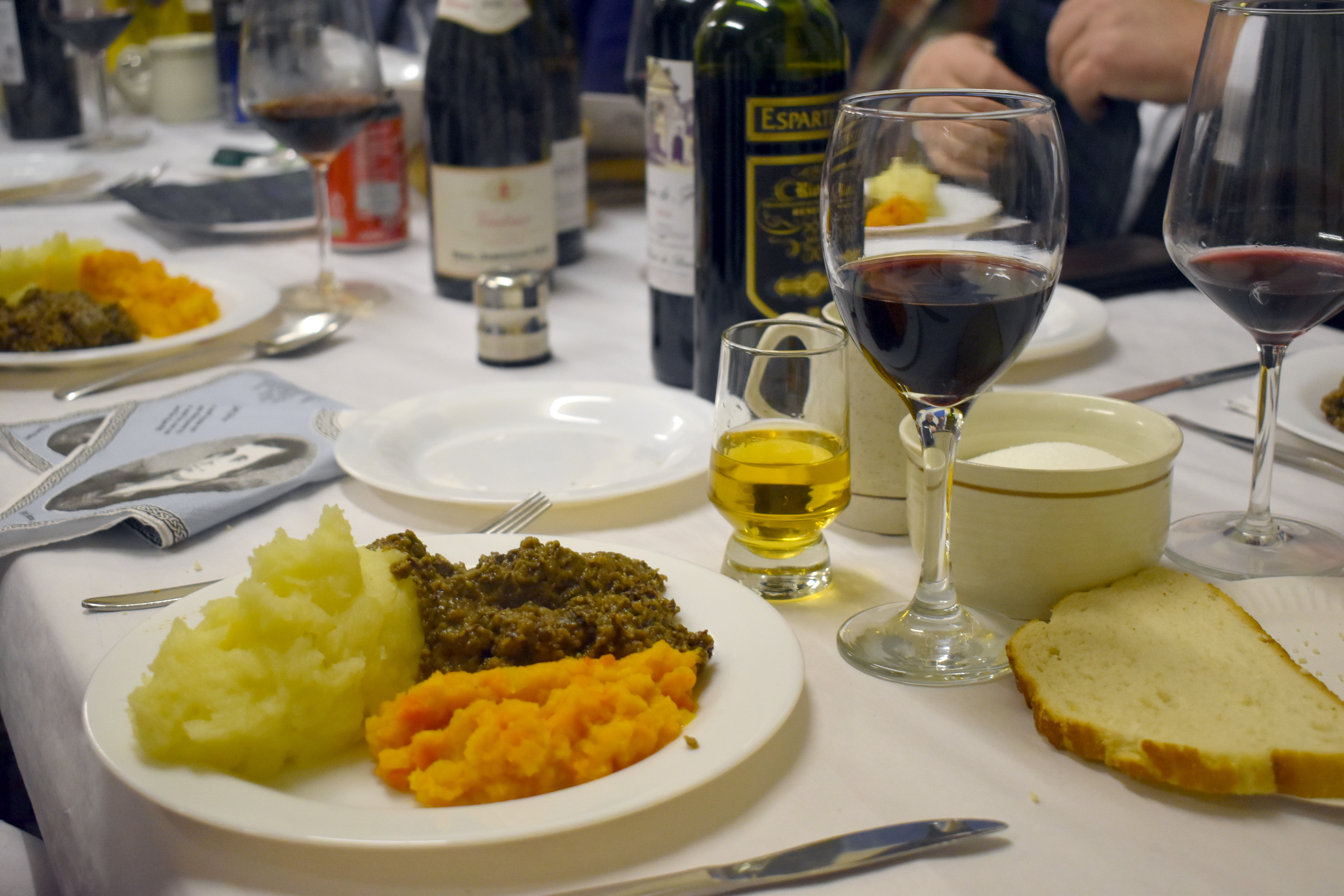
Burns supper: iguarias

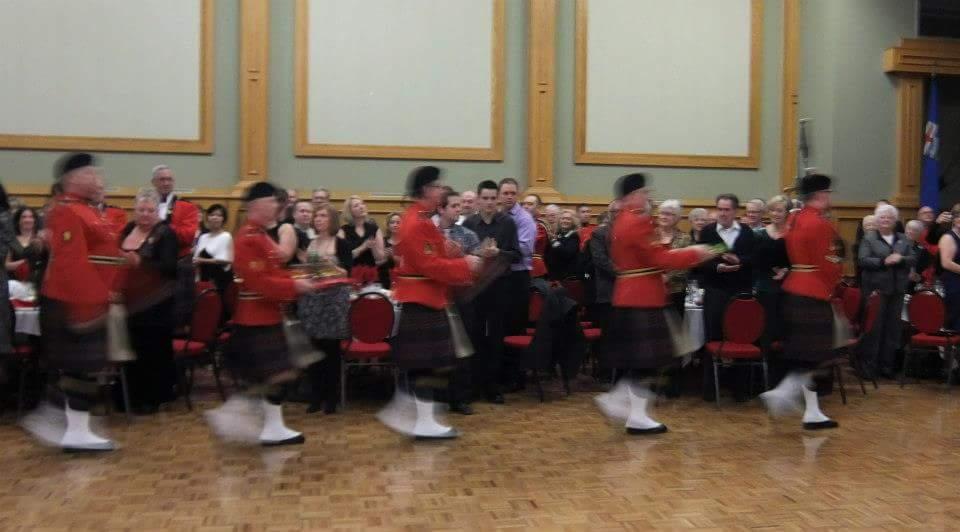
Burns supper: gaiteiros

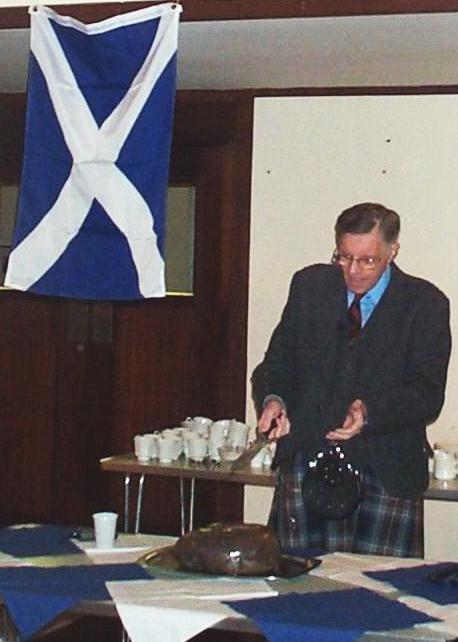
Burns supper: haggis e recitação de poema de Burns em sua homenagem

As burns suppers são reuniões, normalmente com um jantar, para celebrar a vida e obra do “Poeta Nacional” da Escócia, Robert Burns. São organizadas perto da data de nascimento do poeta, a 25 de Janeiro de 1759. 
Numa festa mais formal, não se podem dispensar os gaiteiros, seja para saudar os convidados, seja para anunciar a entrada de iguarias especiais, como o haggis (o bucho de carneiro recheado), muitas vezes servido com “neeps and tatties”, ou seja, com nabos (“turnips”), de preferência amarelos, ou rutabagas, e batatas, estes ingredientes servidos em puré temperado com manteiga.
O jantar não pode começar sem uma oração de graças, normalmente “Burns Grace at Kirkcudbright”, uma pequena estrofe de quatro versos, normalmente atribuída a Burns, mas sem que exista o holograma; apesar de ser conhecido o texto em inglês, a oração é normalmente entoada em língua escocesa:
Some have meat and cannot eat,

Some can not eat that want it:

But we have meat and we can eat,

Sae let the Lord be thankit.
Antes do haggis, é normalmente servida uma sopa de alho-porro com galinha, ou cullen skink, o equivalente, mas baseado em peixe fumado, ou ainda um scotch broth e, no final, uma sobremesa, que pode ser Clootie Dumpling (pudim de farinha de aveia com frutas secas e especiarias, cozido dentro dum pano ou “cloot”) ou Typsy Laird (um “trifle”, ou seja, um doce em que se mistura um bolo já feito, normalmente um pão-de-ló, com frutas e um tipo de leite-creme; neste caso, as frutas são tipicamente amoras, regadas com whisky ou Drambuie). Toda a festa deve ser bem “regada” com whisky e não pode dispensar algumas das canções ou poemas escritos por Burns.